# Sid Eudy
Sidney Raymond Eudy (16. prosince 1960 – 26. srpna 2024) byl americký profesionální zápasník. Nejznámější se stal díky svému působení ve World Wrestling Federation (WWF, nyní WWE) a World Championship Wrestling (WCW) pod ringovými jmény Sid Justice, Sid Vicious a Sycho Sid.
Byl šestinásobným mistrem světa. Dále získal dvakrát tituly WCW World Heavyweight Championship a USWA Unified World Heavyweight Championship. Kromě světových titulů byl držitelem titulu WCW United States Heavyweight Championship a dalších ocenění. Během svého působení v WWF a WCW byl hlavní hvězdou několika pay-per-view obou organizací, hlavní hvězdou WrestleManie VIII v roce 1992 a WrestleManie 13 v roce 1997 a Starrcade v roce 2000.

## Osobní život
Dne 30. prosince 1983 v Shelby County v Tennessee si vzal za ženu Sabrinu Estesovou. Měli spolu dva syny. V době své smrti v srpnu 2024 žil ve městě Marion v Arkansasu.
Byl velkým fanouškem softbalu.

### Smrt
Zemřel 26. srpna 2024 ve věku 63 let na rakovinu. Oznámil to jeho syn na platformě Facebook.

## Filmografie
| Rok  | Název             | Role         |
| ---- | ----------------- | ------------ |
| 1990 | Family Feud       | Sám sebe     |
| 2000 | Ready to Rumble   | Sám sebe     |
| 2011 | Death from Above  | Herzog       |
| 2011 | River of Darkness | Jonah Jacobs |
| 2012 | Tears of Bankers  | Sid          |
| 2012 | Big Brother       | Sám sebe     |

## Ocenění a úspěchy
- American Wrestling Federation
  - AWF Super Heavyweight Championship (1x)
- Continental Wrestling Association
  - CWA Heavyweight Championship (1x)
- NWA Northeast
  - NWA Northeast Heavyweight Championship (1x)
- Pro Wrestling Illustrated
  - Comeback of the Year (1996)
  - Ranked No. 16 of the top 500 singles wrestlers in the PWI 500 in 1991
  - Ranked No. 122 of the top 500 singles wrestlers of the "PWI Years" in 2003
- Southeastern Championship Wrestling
  - NWA Southeastern Heavyweight Championship (Northern Division) (1x)
  - NWA Southeastern Tag Team Championship (1x) – se Shanem Douglasem
- United States Wrestling Association
  - USWA Texas Heavyweight Championship (1x)
  - USWA Unified World Heavyweight Championship (2x)
- World Championship Wrestling
  - WCW World Heavyweight Championship (2x)
  - WCW United States Heavyweight Championship (1x)
- World Wrestling Federation
  - WWF Championship (2x)
- Wrestling Observer Newsletter
  - Most Overrated (1993)
  - Readers' Least Favorite Wrestler (1993)
  - Worst on Interviews (1999)
  - Worst Worked Match of the Year (1990) vs. The Nightstalker